# Liolaemus mapuche
Liolaemus mapuche är en ödleart som beskrevs av  Fernando Abdala 2002. Liolaemus mapuche ingår i släktet Liolaemus och familjen Tropiduridae. IUCN kategoriserar arten globalt som otillräckligt studerad. Inga underarter finns listade i Catalogue of Life.